# Björn Hlynur Haraldsson
Pour les articles homonymes, voir Haraldsson.
Björn Hlynur Haraldsson, né le 8 décembre 1974 en Islande, est un acteur islandais.

## Biographie
Il sort diplômé en 2001 de l'académie de théâtre d'Islande.

### Carrière
Il cofonde en 2001 une troupe de théâtre intitulée « Vesturport » aux choix innovants. Il joue le rôle principal du film Esprit d'équipe sorti en 2005, où il interprète Ottar, footballeur professionnel de l'équipe de Reykjavik, qui fait son coming out au grand dam de son entourage. Il joue en 2012 le rôle de Charlie dans Apples & Oranges, film américain aux côtés de Claudia Bassols et Glenn Morshower. On le voit dans le troisième épisode de la série The Borgias en 2013, où il interprète le condottiere Baglioni, seigneur de Pérouse.

## Filmographie

### Acteur

#### Séries télévisées
- 2009 : Hamarinn : Helgi
- 2011 : Heimsendir : Adolf
- 2013 : The Borgias[4],[5] : Condotiero Gian Paolo Baglioni
- 2014 : Hidden Iceland
- 2014 : Meurtre au pied du volcan : Helgi Marvin
- 2015-2021 : Trapped (Ófærð) : Trausti
- 2015-présent :  Fortitude : Eric Odegard
- 2019 : The Witcher : Eist Tuirseach
- 2024 : A Gentleman in Moscow : Emile Zhukovsky

#### Films
- 2002 : Reykjavik Guesthouse: Rent a Bike : Guðjón
- 2004 : Kaldaljós (en) : Indriði
- 2005 : Esprit d'équipe : Ottar Thor
- 2006 : Jar City : Sigurður Óli
- 2008 : Mariage à l'islandaise : Barði
- 2009 : Desember : Raggi
- 2010 : Kóngavegur : Önni
- 2010 : Brim : Logi
- 2011 : Kurteist fólk : Arnar
- 2011 : Borgríki : Ingolfur
- 2012 : Sacrifice : Oli
- 2012 : Afhjupunin : Magni
- 2014 : Grafir & Bein : Gunnar
- 2014 : Villes désertes
- 2015 : Apples & Oranges : Charlie
- 2021 : Lamb : Pétur

### Metteur en scène
- 2011 : Korriro
- 2012 : Dubbeldusch
- Titus Andronicus
- Shopping Mall Shattered
- Jesus Christ Superstar
- Axlar-Björn

### Scénariste
- 2012 : Dubbeldusch
- Faust
- Jesus Christ Superstar
- Axlar-Björn
- The Housewife

### Théâtre
- 2002 : Roméo et Juliette de Gisli Örn Gardarsson : Mercutio, Théâtre de Reykjavik
- 2005 : Woyzeck de Gisli Örn Gardarsson : Drum Major, Théâtre de Reykjavik
- 2005 : Blood Wedding de Rufus Norris : le fiancé, Almeida Theatre (Londres)[6],[7]
- 2010 : Faust de Gisli Örn Gardarsson : Asmodeus/Johann, Théâtre de Reykjavik
- Death of a Salesman, City Theatre
- Peer Gynt, Théâtre National

## Prix et nominations

### Nominations
- 2010 : Edda Award Actor of the Year pour Hamarinn
- 2011 : Edda Award Screenplay of the Year pour Brim